# أولريش نويتهين
أولريش نويتهين (بالألمانية: Ulrich Noethen) هو ممثل ألماني، ولد في 18 نوفمبر 1959 في ألمانيا. من الجوائز التي نالها جائزة الفيلم الألماني ‏.

## أعمال

### أفلام
- (2004) السقوط
- (2011) شقوق في الهيكل
- (2012) حنة آرندت[6]

## جوائز
- جائزة الفيلم الألماني [الإنجليزية]‏

## وصلات خارجية
- أولريش نويتهين على موقع IMDb (الإنجليزية)
- أولريش نويتهين على موقع مونزينجر (الألمانية)
- أولريش نويتهين على موقع قاعدة بيانات الأفلام العربية
- أولريش نويتهين على موقع ألو سيني (الفرنسية)
- أولريش نويتهين على موقع ميوزك برينز (الإنجليزية)
- أولريش نويتهين على موقع تيرنر كلاسيك موفيز (الإنجليزية)
- أولريش نويتهين على موقع أول موفي (الإنجليزية)
- أولريش نويتهين على موقع قاعدة بيانات الأفلام السويدية (السويدية)
- أولريش نويتهين على موقع ديسكوغز (الإنجليزية)
- أولريش نويتهين على موقع قاعدة بيانات الفيلم (الإنجليزية)